# Oberonia potamophila
Oberonia potamophila är en orkidéart som beskrevs av Rudolf Schlechter. Oberonia potamophila ingår i släktet Oberonia och familjen orkidéer. Inga underarter finns listade i Catalogue of Life.